# Nigrán
Nigrán település Spanyolországban, Pontevedra tartományban. Nigrán Vigo, Gondomar és Baiona községekkel határos. Lakosainak száma 18 208 fő (2024).

## Népesség
A település népessége az elmúlt években az alábbi módon változott:
| Lakosok száma | 16 302 | 16 894 | 17 668 | 18 021 | 17 840 | 17 715 | 17 622 | 17 675 | 18 054 | 18 208 |
|               | 2001   | 2004   | 2007   | 2009   | 2012   | 2014   | 2017   | 2019   | 2022   | 2024   |